# Огурцов, Константин Михайлович
Константи́н Миха́йлович Огурцо́в (1903—1974) — 2-й секретарь Горьковского обкома ВКП(б), и. о. 1-го секретаря Челябинского обкома ВКП(б). Депутат Верховного Совета СССР. Входил в состав особой тройки НКВД СССР.

## Биография
Родился в 1903 году в Нижегородской губернии в крестьянской семье. Окончив начальную школу, поступил в Нижегородское Владимировское реальное училище, которое по бедности через 2,5 года был вынужден оставить. Работал в родительском крестьянском хозяйстве.
В июне 1924 года окончил промышленно-экономический техникум.

### Партработа
Член РКП(б) с 1922 г. В феврале 1934 года избран секретарём парткома Горьковского автозавода и одновременно стал первым секретарём Автозаводского райкома партии.
С 14 июня по 29 сентября 1937 г. 2-й секретарь Горьковского областного комитета ВКП(б). Этот период отмечен вхождением в состав особой тройки, созданной по приказу НКВД СССР от 30.07.1937 № 00447 и активным участием в сталинских репрессиях.
С октября 1937 по май 1938 года и. о. первого секретаря Челябинского обкома ВКП(б). В декабре 1937 избран депутатом Верховного Совета СССР первого созыва.

## Завершающий этап
В апреле 1938-го были арестованы руководители Горьковского обкома. На допросах некоторые из них назвали Огурцова участником преступной организации. Его вызвали в Москву для разбирательств, вскоре он вернулся в Челябинск, но бюро обкома на своем внеочередном заседании выразило ему «политическое недоверие», а ЦК ВКП(б) приняло решение снять Огурцова с должности.
В последующие годы работал в Народном комиссариате речного флота СССР начальником Центрального управления промышленных предприятий и начальником Главного управления рабочего снабжения.
С декабря 1951 — директор судостроительной верфи им. В. Володарского (Ярославская область).
Умер 24 апреля 1974 года.